# Дебора Фоґель
Дебора (Двойра) Фоґель (пол. Debora Vogel, 1900, за іншими відомостями — 1902, Бурштин — серпень 1942, Львів) — єврейська письменниця, філософка та літературна критикиня. Писала їдишем та польською мовою, а також (хоча і меншою мірою) івритом.

## Біографія
Народилась в сім'ї єврейських інтелігентів Галичини, батько — мовознавець, директор єврейської школи в Бурштині, а її мати була вчителькою. Крім того, її дідусь і батько були видавцями й публікували високими накладами тексти про Кабалу і єврейські погроми в Росії. Першу світову війну сім'я прожила у Відні, де Дебора навчалась в німецькій гімназії. Атестат майбутня письменниця отримала вже після війни в польській гімназії Львова, закінчивши яку, працювала вихователькою у сирітському притулку, де викладав її батько.
У 1919 почала вивчати філософію, психологію і полоністику в університеті Яна Казимира у Львові, де слухала лекції Казимира Твардовського, одного із засновників Львівсько-варшавської логіко-філософської школи, Казимира Гайдукевича, мовознавця, який досліджував логічні зв'язки між мовою і сприйняттям дійсності, з 1924 року продовжила навчання в Ягеллонському університеті в Кракові.
Свою дисертацію про Геґеля Дебора Фоґель захистила 1926 р. у Краківському університеті. Після закінчення навчання стала викладати психологію й польську літературу в єврейській семінарії у Львові Один із її тодішніх студентів, Хоне Шмерук, описує ці лекції як важливий інтелектуальний досвід для себе, він був дуже вражений тим, як майстерно вона вплітала їдишську поезію в загальноєвропейський літературний контекст.
Під час радянської окупації навчальний заклад було перетворено в семінар для вчителів їдиш і Фоґель також викладала там єврейську літературу.

## Творчий шлях
Вільно говорила і писала польською мовою, добре знала іврит, а от їдиш вивчила самостійно, бувши вже дорослою людиною. Писати почала по-польськи, проте в 1920-х роках також стала використовувати їдиш, і з часом цією мовою вийшла значна кількість її творів. Також перекладала художні тексти з їдиш на польську (власні тексти, а також твори єврейських поетів) і з польської мови на їдиш (головним чином власні тексти). У 1930-х роках співпрацювала з численними журналами, в тому числі «Хвилини», «Наша Думка», журналів на їдиш «Cusztajer» і «Inzich», а також львівського журналу «Сигнали» і варшавського «Літературні вісті». Була знавчинею кубізму, конструктивізму, критикинею-товаришкою творчості єврейських художників, що слідували традиціям Фернанда Леже і пов'язаних з львівською групою «Артес», серед яких був ілюстратор її творчості Генріх Стренг. ЇЇ по праву вважають однією із засновниць модернізму.
23 травня 1939 написала Аарону Ґлянц-Леєлесові, редакторові літературного часопису «In zikh» («У собі самому») написала наступне, розкриваючи свої політичні погляди:
|  | «На додаток я надсилаю вам вірш, один із тих, які у Польщі бояться публікувати за „пацифістські тенденції“. Я і справді хвилююся за долю своєї поетичної збірки, яку планую видати і яка цілковито скерована у цьому небезпечному напрямку». |

В юності захоплювалася сіоністськими ідеями й навіть входила на початку 1920-х рр. до молодіжної організації «Hashomer hatsair» («Юні охоронці»). Завжди пов'язувала себе з єврейською культурою, але після творчого дебюту єврейська культура не мала місця в її творчості. Вона не торкається важливих для національного чи релігійного пафосу тем, мотивів, не полемізує. Єдиним, що пов'язувало її із єврейським світом була мова. На їдиш Дебора пише не лише з ідеологічних, а й з естетичних міркувань, намагаючись довести єдність форми та змісту в літературному творі.
Вільно почувалася у польському, російському, німецькому, французькому та англійському літературних контекстах, по це свідчать її есеї та поодинокі листи. Письменниця друкувала рецензії, оглядаючи дитячу й підліткову літературу та культурологічні та психоаналітичні студії або книги із теорії мистецтва, що свідчило про її широкий кругозір та знання. Часто в її рецензіях книги слугували лише відправною точкою для детального аналізу таких проблем, як расизм чи антисемітизм («Людська екзотика», 1934), або стосунків інтелігенції та пролетаріату («Кілька зауваг про сучасну інтелігенцію», 1936). Найбільше її цікавила сама людина, яка за різними масками ховає свої почуття.
На думку Дебори Фоґель, лише абстрактне мистецтво позбавлене маски, це враження навіяне, ймовірно, Малевичем і світ складається з кубізму, конструктивізму і пуризму. У своїх нарисах вона досліджує проблематику фотомонтажу і фотомонтаж як літературний жанр. Нею опубліковано ряд важливих досліджень про Станіслава Іґнаци Віткевича, Марка Шаґала і Бруно Шульца, але ці дослідження довгий час були недоступні дослідникам, бо побачили світ у марґінальних часописах, які не збереглися.
Називала фарби «душею і мовою речей». Це проявилось у її міській ліриці, де кольори виражають усі почуття читача:
Вони стають «кругловидими» і «пласкими», допасовуючись до речей, які можна побачити або до яких можна доторкнутися. Вона надає їм «фруктовости» — кольору помаранчі, цитрини, вишні, що дозволяє підключити також смакові та слухові асоціації. Тональність цієї поезії загалом підпорядковується «холоду», навіть найтепліший колір — жовтий, стає «кольором пласкої прохолоди». Загальний настрій та атмосферу збірки визначає охарактеризований Кандінським як «беззвучний і нерухомий» сірий колір. У поезії Фоґель можна знайти всі шари описаної Кандінським «безнадійної нерухомости. Що темнішим стає сірий, тим більшої ваги набуває безнадія і вступає в силу задуха. Якщо сірий світлішає, у фарби проривається трохи повітря, вони починають дихати і з'являється елемент прихованої надії».— Анна Майя Місяк
З цього можна зробити висновок, що меланхолія виступає основним почуттям, станом, світоглядом, тобто є лейтмотивом поезії й прози Дебори Фоґель.

## Стосунки з Бруно Шульцом
Серед її близьких друзів був письменник, художник і графік Бруно Шульц. Все життя Бруно шукав співрозмовника, який би зрозумів його, і, як здавалося, знайшов його в особі Дебори Фогель, яка була молодша за нього на 10 років. Вони познайомилися на відпочинку в Закопані через Станіслава Ігнація Віткевича, з яким також дружила і який був автором її портрета, який, на жаль, не зберігся. Між ними зав'язався своєрідний роман у листах. Саме з листів, написаних коханій жінці (Шульц хотів одружитися з Деборою, але її рідня виявилася проти такого союзу), і народився його перший роман — «Sklepy cynamonowe» («Цинамонові крамниці»). Книга мала успіх, втім, у вузьких інтелігентських колах.
Листи Дебори Фоґель до Бруно Шульца — це єдина відома широкій публіці, крихітна, порівняно з рештою кореспонденції, яку вона вела кількома мовами. Шульц і Фоґель обмінюються думками про прочитане, про побут і про подорожі (до Парижа). Це закінчилось тим, що Її книгу «Акації цвітуть», яка вийшла 1936 року, чимало критиків неправильно потрактували як невдале наслідування Бруно Шульца і його «Цинамонових крамниць», які з'явилися двома роками раніше. З її листів можна довідатися, що її вірші й проза у першій половині 1930-х рр. залишилися поза увагою польського літературного середовища. Та сама вона доклала багато зусиль для друку віршів Шульца, що він надсилав їй у листах, розпізнавши його талант.
У листах Дебори Фоґель і Бруно Шульца не раз згадується особливий характер їхніх стосунків. Вона пише йому:
|  | «Ти видав себе, і тепер я знаю, що тобі притаманне те, в чому я ніколи б тебе не запідозрила: що ти ревнуєш мене. Я мушу бути чесною: навіть дуже теплі і плідні інтелектуальні контакти, як, наприклад, із Мінковим, чи досить довго — із Ройтманом, усі вони мають інший характер, ніж наші з тобою стосунки, ні на що не схожі у своїй неповторности» (7. 12. 1938). |

Про їхнє знайомство вона згадує так:
|  | «Наші тодішні розмови і стосунки були рідкісним щастям, яке трапляється лише раз у житті, а можливо, що і раз на кілька безнадійних, позбавлених кольору життів» (21. 11. 1938). |

## Смерть в гетто

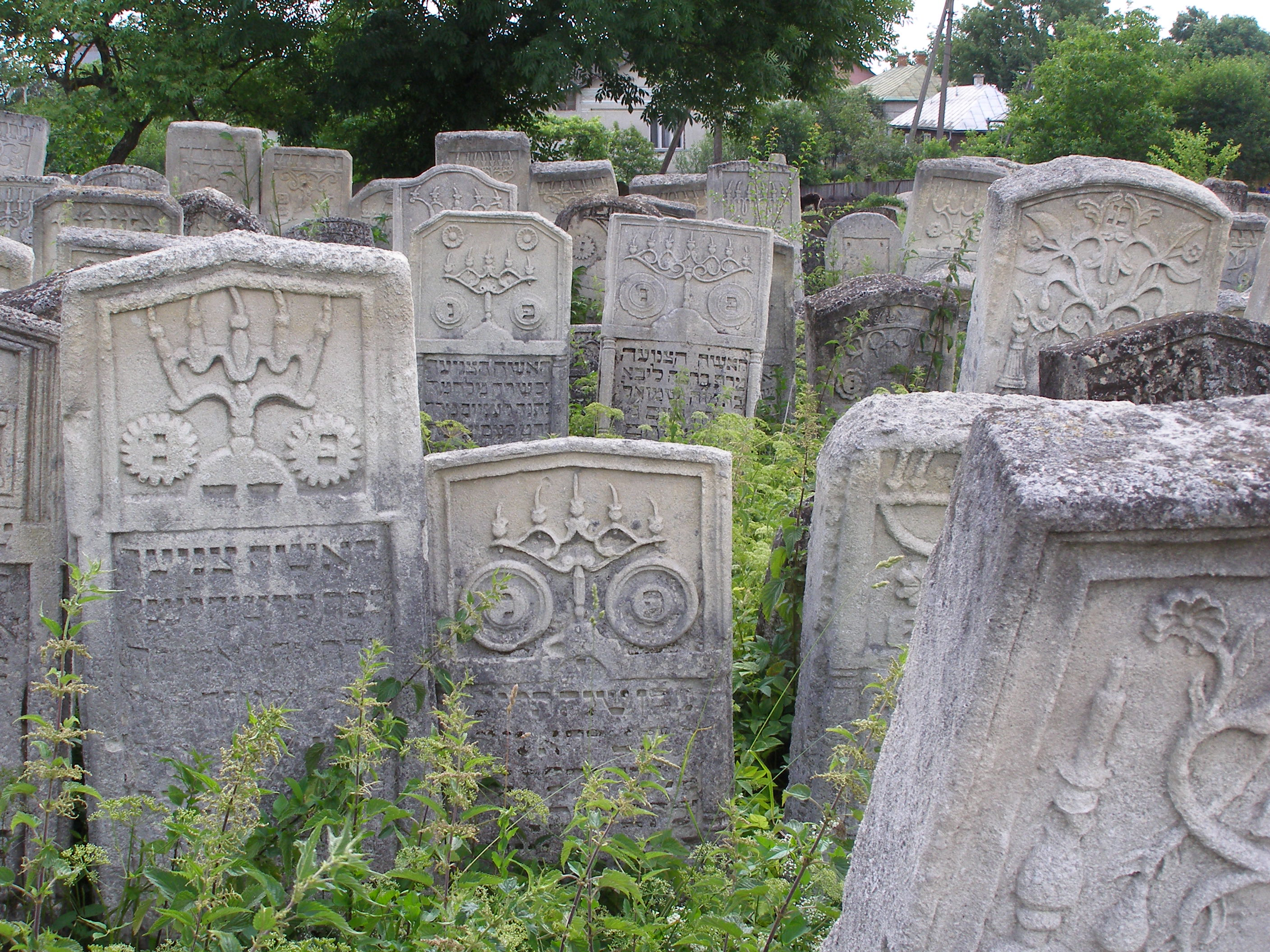
Єврейський цвинтар у Бурштині

Загинула у львівському гетто в серпні 1942 року разом з матір'ю, чоловіком (архітектором Шулімом Баренблютом) і сином Ашером під час нацистської акції масового знищення євреїв. Тіла письменниці та її родини упізнав потім Генрик Стренг, який пізніше брав участь у розборі тіл жертв серпневої акції. Архів письменниці не зберігся до наших днів, його спалили нові мешканці її львівського будинку.

## Творчий доробок

### Поезія
- «Ftog figurn» («Фігури днів») (1930)
- «Manekinen» («Манекени») (1934)

Польські переклади вибраних віршів містяться в додатку до роботи Кароліни Шуманяк «Бути агентом вічної ідеї …».

### Проза
- «Akacjes blien» (на їдиш) (1935).

Akacje kwitna (авторський переклад на польську мову) (1936), новітнє видання — Austeria 2006 (додатково включені сучасні переклади не перекладених раніше пізніших етюдів і нарисів).

### Критика
- Позиція Станіслава Ігнація Віткевича в сучасній польській культурі
- Тема і форма в мистецтві Шагала [на їдиш]
- Генеалогія фотомонтажу і його можливості
- Статика, динаміка й актуальність у мистецтві [на їдиш]
- «Білі слова» в поезії [на їдиш]
- Монтаж як літературний жанр [на їдиш]

Три перших тексти з'явилися в журналі «Сад» (текст про Шагала в перекладі Томаша Куберчука). Переклади трьох останніх есе, а також декілька інших теоретичних робіт опубліковані в додатку до роботи Кароліни Шуманяк «Бути агентом вічної ідеї …».

## Переклади українською

### Окремі видання
- Дебора Фоґель. Фігури днів. Манекени / Переклад з їдишу Юрка Прохаська. — Київ: Дух і Літера, 2015. — 176 с., з іл.
- Дебора Фоґель. Акації квітнуть. Монтажі / Переклад з польської Юрка Прохаська. – Київ: Дух і Літера, 2018. – 80 с.
- Дебора Фоґель. Білі слова: есеї, листування, рецензії та полеміки / Переклад та упорядкування Анастасії Любас. — Київ: Дух і Літера, 2019. — 288 с.

### В антологіях
- Дебора Фоґель // Львівська антологія. Том ІІ. 1920—1940-ві роки. В ґранатових горах. – Харків: Фоліо, 2014.
- Дебора Фоґель // Скринька з червоного дерева. Єврейська проза Східної Європи другої половини ХІХ–ХХ століть. – Київ: Дух і Літера, 2020.

## Аудіокниги
- Дебора Фоґель. Фігури днів: поетична аудіокнига / Переклад з їдишу: Юрко Прохасько; Нараторка: Діана Горбань; Вибрані вірші на їдиші читає: Оксана Сікорська; Музика: Артем Бемба; Продюсер: Володимир Ольшанський. Audiostories Production, 2024.

## Відеоматеріали
- Євген Клімакін. Львів Дебори Фоґель

### Українською мовою

#### Розмови, дискусії, інтерв’ю
- Міст до Дебори (розмова Андрія Павлишина та Юрія Прохаська про Дебору Фоґель) / Занотував Юрій Кучерявий // Zbruč. 26.11.2015
- Невловима Дебора / Підготувала Юлія Кушнір // Zbruč. 27.10.2017
- Як наздогнати Дебору Фоґель: дискусія за участі Ірини Старовойт, Юрка Прохаська, Данила Ільницького, Анастасії Любас та Андрія Павлишина // РіЧ: тексти і візії. 20.11.2017

#### Есеї, нариси
- Анна Майя Місяк. В тіні Бруно Шульца // Майдан: дрогобицька інтернет-газета. 28.04.2010
- Люба-Параскевія Стринадюк. Дебора Фоґель: лети, пташко // Zbruč. 04.10.2017
- Анастасія Любас. Як наздогнати Дебору Фоґель? // Culture.pl. 06.10.2017
- Ганна Улюра. Ніч на Венері: 113 письменниць, які сяють у темряві. — Київ : ArtHuss, 2020. — 464 с. — ISBN 978-617-7799-43-5.
- Світлана Бреславська. Дебора // Zbruč. 18.02.2024
- Остап Сливинський. Дебора Фоґель: наблизити літературу до образності авангардного мистецтва // Читомо. 21.11.2024

#### Рецензії
- Мар’яна Челецька. Дебора Фоґель: не-написаний роман (Рец. на кн. : Фоґель Д. Акації квітнуть. Монтажі. Київ: Дух і Літера, 2018. 80 с.) // Zbruč. 20.09.2018
- Маріанна Челецька. Живе тіло абстрактних фігур (Рец. на кн.: Фоґель Д. Білі слова: есеї, листування, рецензії та полеміки / Переклад та упорядкування Анастасії Любас. Київ: Дух і Літера, 2019. 288 с. // Zbruč. 09.09.2019

#### Наукові статті, дослідницькі есеї
- Олена Маланій, Ірина Констанкевич. Дебора Фоґель: творче моделювання простору (збірка поезій "Фігури днів. Манекени") // Закарпатські філологічні студії. 2021. Вип. 18. С. 249-259
- Данило Ільницький. Шульц. Антонич. Фоґель. Уявляння. Наздоганяння. Пам’ятання // Zbruč. 07.07.2024

### Англійською мовою
- Anastasiya Lyubas. Plasticity of Language in Debora Vogel's Modernist Poetics: Dissertation. Binghamton University (SUNY), 2018.

### Польською мовою
- Karolina Szymaniak. Być agentem wiecznej idei. Przemiany poglądów estetycznych Debory Vogel. Kraków: Universitas, 2006. 338 s.

### Німецькою мовою
- Larissa Cybenko. Jüdische Avantgarde als ein "repräsentativer Kulturbestandteil" Galiziens: Die dichterische Kunst der Debora Vogel // Larissa Cybenko. Galizischer Text. Mehrdimensionalität in der vielsprachigen gemeinsamen Erzählung eines Raumes. Vienna University Press, 2023.  S. 469-488.